# Evrard de Limburg Stirum

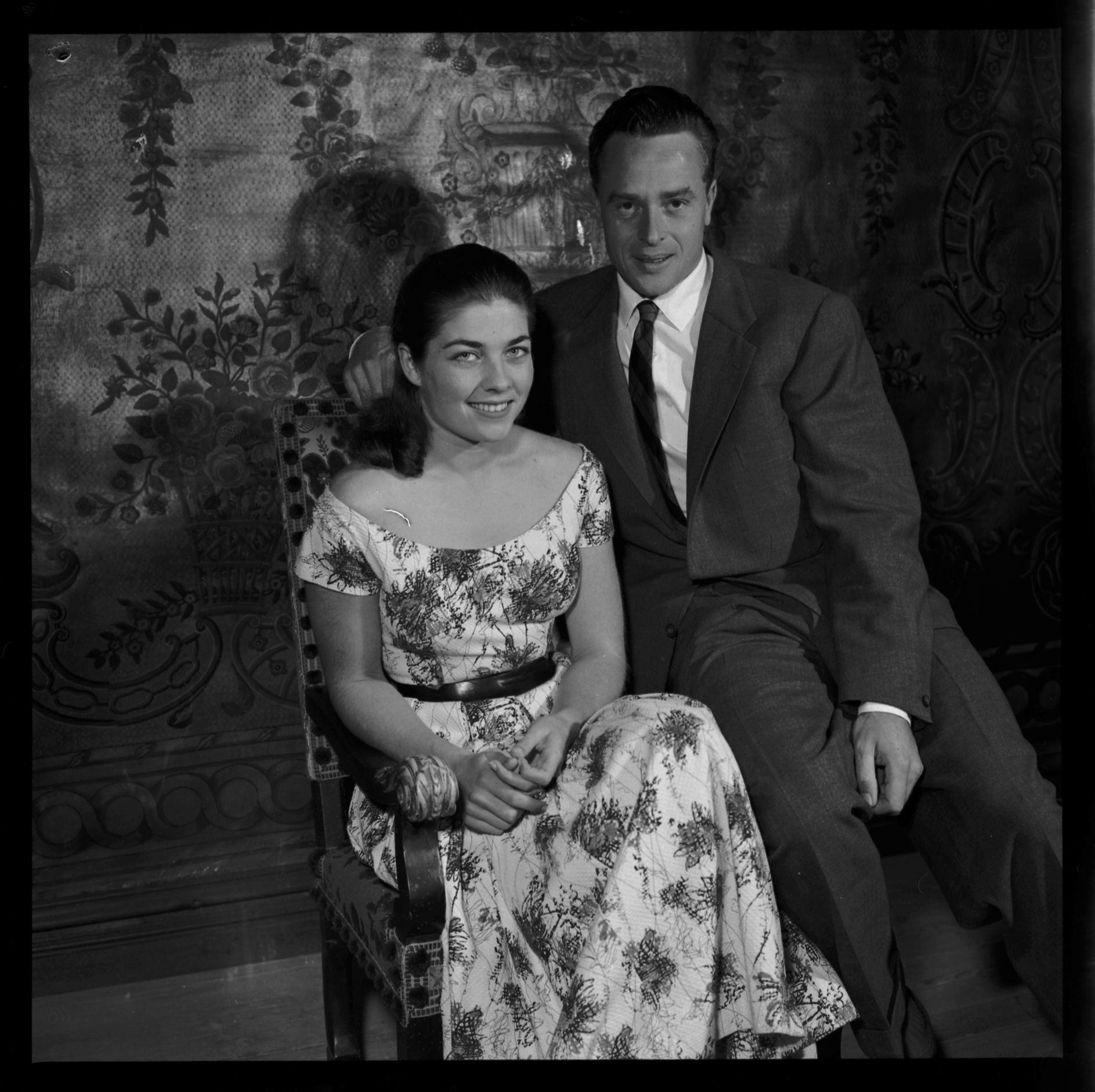
Evrard de Limburg Stirum, Hélène d'Orléans, 1956

Graaf Evrard Louis François-Xavier de Limburg Stirum (Huldenberg, 31 oktober 1927 - Brussel, 5 maart 2001) was een Belgisch edelman, land- en bosbouwer en burgemeester.

## Biografie
Graaf Evrard de Limburg Stirum was een telg uit het adellijke geslacht Limburg Stirum. Hij was de oudste van de zes kinderen van graaf Thierry de Limburg Stirum (1904-1968), historicus en burgemeester van Huldenberg, en prinses Marie-Immaculée de Croÿ (1905-2007). Hij was net zoals zijn vader en grootvader burgemeester van Huldenberg.
Hij volbracht zijn legerdienst bij de paracommando's. Na zijn huwelijk in 1957 in Dreux (Frankrijk) met prinses Hélène d'Orléans (1934-1957), dochter van prins Henri d'Orléans, graaf van Parijs, trok hij als planter naar Rhodesië. De problemen in dit land verplichtten hem einde van de jaren 1950 naar België terug te keren. Het gezin nam met de vier kinderen zijn intrek op het familiedomein van Huldenberg, de gemeente waar Evrard burgemeester van werd.
De Limburg Stirum was ridder in de Kroonorde (België), ridder van eer en devotie in de Orde van Malta en rechtsridder in de Heilige Militaire Constantijnse Orde van Sint-Joris. 
Hij kreeg drie zoons en een dochter. Zijn oudste zoon, graaf Thierry Henri de Limburg Stirum (1957) is advocaat en trouwde met jkvr. Katia della Faille de Leverghem (1969), model en volksvertegenwoordiger.

## Publicaties
- Adieu au Tabac, Parijs, 1996
- In zijn laatste levensjaren werkte Evrard de Limburg Stirum regelmatig mee aan L'Eventail, waarin hij autobiografische bespiegelingen publiceerde met een filosofische en mild-ironische toon.